# Symplocos moaensis
Symplocos moaensis är en tvåhjärtbladig växtart som beskrevs av A. Borhidi. Symplocos moaensis ingår i släktet Symplocos och familjen Symplocaceae. Inga underarter finns listade i Catalogue of Life.